# Anden etnisk baggrund end dansk
Udtrykkene anden etnisk baggrund (end dansk), anden etnisk herkomst (end dansk), anden etnisk oprindelse (end dansk) og lignende er udtryk, der ofte benyttes til at beskrive personer (som oftest bosiddende i Danmark) med en anden national eller kulturel baggrund eller tilhørsforhold end den (fremherskende) danske. Udtrykkene anvendes ikke mindst af forskere og repræsentanter for offentlige myndigheder samt af meningsdannere og journalister (typisk i medierne). Udtrykkene kan bruges for at angive, at en eller begge af den omtalte persons forældre, og deres slægt før dem, ikke stammer fra Danmark. Ordet indvandrer(baggrund) bruges ofte som et synonym for begrebet.
Det stigende antal indvandrere og deres efterkommere i Danmark har i de seneste par årtier ført til en omfattende debat om forholdet mellem den traditionelle danske kultur og de nye befolkningsgrupper.

## Tal over personer af anden etnisk baggrund
Danmarks Statistik indsamler ikke oplysninger om befolkningens etnicitet, men om indbyggernes herkomst, som er et spørgsmål om forældrenes fødested og statsborgerskabsforhold. Ud fra disse oplysninger opdeler Danmarks Statistik befolkningen i personer af dansk oprindelse, indvandrere og efterkommere. Pr. 1. januar 2019 var der i alt 5.806.081 indbyggere i Danmark. De fordelte sig på de tre herkomstgrupper som vist i tabellen:
| Herkomst         | Antal (1980) | %-andel (1980) | Antal (1998) | %-andel (1998) | Antal (2019) | %-andel (2019) |
| ---------------- | ------------ | -------------- | ------------ | -------------- | ------------ | -------------- |
| Dansk oprindelse | 4.969.107    | 97,0 %         | 4.947.827    | 93,5 %         | 5.012.480    | 86,3 %         |
| Indvandrere      | 134.705      | 2,6 %          | 276.781      | 5,2 %          | 607.622      | 10,5 %         |
| Efterkommere     | 18.253       | 0,4 %          | 70.252       | 1,3 %          | 185.979      | 3,2 %          |
| Indbyggere i alt | 5.122.065    | 100,0 %        | 5.294.860    | 100,0 %        | 5.806.081    | 100,0 %        |

Samlet set tegner andelen af ikke-vestlige[N1] indvandrere og efterkommere sig for 63,8 % af alle indvandrere og efterkommere i Danmark. Siden 1980 er antallet af ikke-vestlige indvandrere bosiddende i Danmark mere end seksdoblet.

### Nærmere om Danmarks Statistiks opgørelse af herkomst
Danmarks Statistik inddeler befolkningen i de tre herkomstgrupper efter følgende principper:
Indvandrere er født i udlandet. Ingen af forældrene er både danske statsborgere og født i Danmark. Hvis der ikke findes oplysninger om nogen af forældrene, og personen er født i udlandet, opfattes personen også som indvandrer.
Efterkommere er født i Danmark. Ingen af forældrene er både danske statsborgere og født i Danmark. Hvis der ikke findes oplysninger om nogen af forældrene, og personen er udenlandsk statsborger, opfattes personen også som efterkommer. Når en eller begge forældre, der er født i Danmark, opnår dansk statsborgerskab, vil deres børn ikke blive klassificeret som efterkommere. Fastholder danskfødte forældre imidlertid begge et udenlandsk statsborgerskab, vil deres børn blive klassificeret som efterkommere.
Personer med dansk oprindelse er personer - uanset fødested - der har mindst én forælder, der både er dansk statsborger og født i Danmark.
Personer i gruppen af "efterkommere" omfatter altså ikke alle efterkommere af indvandrere til Danmark. Man kan sige, at den gruppe, der ofte betegnes "2.-generationsindvandrere" (hvormed menes børn af indvandrere), vil tilhøre gruppen af efterkommere i Danmarks Statistiks forstand. "3.-generationsindvandrere" (dvs. børn af 2.-generationsindvandrere) vil imidlertid tilhøre gruppen af personer med dansk oprindelse, hvis blot én af forældrene har fået dansk statsborgerskab, inden barnet fødes. 3.-generationsindvandrere kan altså både optræde i gruppen af efterkommere og gruppen af personer med dansk oprindelse. Det samme kan i princippet være tilfældet for 4.-generationsindvandrere og alle senere generationer, men det er overordentlig sjældent, at en familie lever i adskillige generationer i Danmark uden at opnå dansk statsborgerskab.
Herkomst og etnisk baggrund er ikke synonymer, da førstnævnte altså udelukkende handler om forældres fødselssted og statsborgerskab og dermed vurderes efter geografiske og juridiske kriterier, mens sidstnævnte som nævnt i indledningen snarere er et spørgsmål om kulturel baggrund og identitet.
Der kan således godt være personer, som i Danmarks Statistiks opgørelser anføres som personer med dansk oprindelse, der opfattes og opfatter sig som personer med en anden etnisk baggrund end dansk, ligesom personer i efterkommergruppen kan have en meget fjern tilknytning til deres forfædres oprindelige nationale og kulturelle tilhørsforhold.

## Betegnelser for personer af anden etnisk baggrund
Eksempler på øvrige udtryk, som gennem tiderne er blevet udviklet, brugt, foreslået og forsøgt taget i brug for at betegne ovenstående type mennesker, inkluderer ord og ordsammensætninger som f.eks. fremmedarbejder, gæstearbejder, arbejdskraftindvandrer, indvandrer (med underinddelingerne førstegenerationsindvandrer, andengenerationsindvandrer, tredjegenerationsindvandrer osv.), nydansker, immigrant, førstegenerationsdansker, tosproget, bilingval, etnisk, etnisk(e) minoritet(er), etnisk(e) gruppe(r), sproglig(e) minoritet(er), fremmed, fremmedsproget, udlænding, flerkulturel, interkulturel, fremmedkulturel, hybrid, familiesammenført, efterkommer, udenlandsk arbejder, mindretalssproget, ikke-dansksproget, ikke-vestlig (indvandrer el. lign.), dansker med anden etnisk baggrund, dansker med ikke-dansk baggrund m.m. samt brugen af oprindelseslandet i kombination med "dansker" (f.eks. dansk-tyrker, tyrkisk dansker, dansker med tyrkisk baggrund/oprindelse, danskfødt tyrker m.m.).[N2]